# Прилуцький Богдан В'ячеславович
Богда́н В'ячесла́вович Прилу́цький — полковник Збройних сил України, учасник російсько-української війни.

## З життєпису
Закінчив Сумське вище артилерійське командне училище. В мирний час проживає у місті Новоград-Волинський.
Під час російсько-української війни — командир першої батареї 2-го самохідного гаубичного дивізіону, 30-тої механізованої бригади.

## Нагороди
- Орден Богдана Хмельницького I ступеня (23 липня 2025) — за особисту мужність, виявлену у захисті державного суверенітету та територіальної цілісності України, самовіддане виконання військового обов'язку[1].
- Орден Богдана Хмельницького II ступеня (11 листопада 2024) — за особисту мужність, виявлену у захисті державного суверенітету та територіальної цілісності України, самовіддане виконання військового обов'язку[2].
- Орден Богдана Хмельницького III ступеня (26 лютого 2015) — за особисту мужність і героїзм, виявлені у захисті державного суверенітету та територіальної цілісності України, вірність військовій присязі під час російсько-української війни[3].